# 井真成
| 井真成墓誌（複製）左は蓋部、右は身部。藤井寺市立生涯学習センター（アイセルシュラホール）展示。 |  | 井真成墓誌（複製）左は蓋部、右は身部。藤井寺市立生涯学習センター（アイセルシュラホール）展示。 |
| 井真成墓誌（複製）左は蓋部、右は身部。藤井寺市立生涯学習センター（アイセルシュラホール）展示。 |  |                                                                                                |

井 真成（せい しんせい/い まなり /い の まなり） 文武天皇3年（699年） - 天平6年/開元22年（734年））は、唐代の日本人の留学生または官吏。日本名は不明。中国の古都・西安で墓誌が発見された。

## 概説
井真成は、中華人民共和国で発見された墓誌に、日本人留学生として記されていた姓名である。
墓誌は、同国陝西省西安市内の工事現場から発見されたと、同国の西北大学が、2004年10月12日に発表した。墓誌は発見された後、一度個人の所蔵となったが、西北大学付属博物館が収集したものである。
墓誌には、日本人留学生の井真成が、開元22年（西暦734年）正月■（朔～十，廿のいずれか）日に死去したので、「尚衣奉御」の官職を追贈されたなどと記されている。これは考古学的に、中国で発見された最初の日本人の墓誌であり、他国も含めた唐国への留学生の墓誌の唯一の発見例である。現存の石刻資料のなかで日本の国号を「日本」と記述した最古の例である。

## 墓誌

### 原文
墓誌原文は以下の通り。■は、判読できない文字。

### 訓読文
墓誌の訓読文は以下の通り。

### 概訳
墓誌の概訳は以下の通り。

## 墓誌の論点
- 墓誌は石面一面に書かれているのが普通だが、この墓誌では16行中の左4行1/4が空白になっている。だがそういう例も、異国人｢故九姓突厭契芯李中郎贈右軍衛大将軍墓誌文｣16行中の墓誌銘の後にも空白3行があり、他にも例があると中国側から指摘がある[6][注釈 2]。
- 蓋が小さく墓誌を覆えない。蓋には模様もなく、全体に小型の部類でかなり簡素である。石材は漢白玉質の39.5センチメートルの正方形、厚さ10センチメートル。蓋は枡を伏せた形で青白質で1辺37センチメートル、厚さ7センチメートル。既製品の墓誌を業者に発注したものではないか、との見方もある。罫の縦線は直線だが横線は途切れたり数回に渡って引き直されたような痕跡があり、葬儀と共に刻文も早急な作業がされたとみられる[7]。
- 唐代墓誌では死去から葬儀までは平均7カ月間なのに、尚衣奉御の官職の葬儀として最短13日または最長で33日間は短く、657年の他の尚衣奉御官吏の夫人の葬儀でも41日間かけていて、井真成は本人なのに、かなり短期間である[8][9]。
- 上記の早急さの原因の一つに、開元21年秋の長雨をきっかけにして、長安のある関中一帯を大飢饉が襲っていた。玄宗皇帝は秋から、百万人の政治都市長安の食糧問題から長期避難の洛陽行幸を決意し、開元22年（734年）正月7日には長安を出発していて27日洛陽に着き、開元24年までいた[10]。この、極めて慌ただしい中で死去していることが、原因の一つに挙げられている[11]。
- 文案は唐朝の秘書省の文章担当の著作郎によると推定し、書かれるべき「渡海」や「死因」が、記述されないのは情報が無かったとする[12]。
- 墓誌は冷静で丹念な楷書体で書かれていて、書者は、事務的な緊張を要する墓誌を書くような修練を積んでいる。真成は唐留学生であり男子がいても小さく妻女は携われず、書いたのは親族ではなく、葬儀事務担当官や僧侶が書者例として残る。だが蓋の篆書体は墓誌の楷書と同じ右上がりの角度が一致していて同じ書者だが、文字の構造を理解せず形だけまねていて、習練していない。井真成墓誌の開元時期には篆書体は一部の専門家にしか書けないものだが、形式は水準程度には達していて、このことから、書者は葬儀の事務官のような立場だと推定する[13]。
- 表記形式が一般のものと若干異なる。
  - 1行目「贈、尚衣奉御」から始まるが、普通の表記であれば､贈の字を取り｢唐（大唐）故尚衣奉御｣となるのが通常であり、最高位の極官が記されていないので唐朝に任官していなかったとの東野治之の見解がある[14]。だが、遺贈では678年に同様の「故贈尚衣奉」とする県主の官職の墓誌銘の例があり、生前皇帝に関係する何らかの役目に就いていたとの説を中国側が反論している[15]。
  - 2行目の墓誌の唐代の氏名表記は「姓・諱」「君又は公・諱」だが、「姓字」となっている[16]。
  - 1行目の「墓誌文」とあるのは、通常「墓誌銘」である。10行目の「辞曰」は辞「銘」か「詞」である[17]。
  - 11行目の「異土」は通常の唐用語ではなく、文案作成に日本人が関わったと日本研究者が主張した。だが中国研究者の王建新から、唐時代の文選集『全唐文』に「異土」使用例があり、まだ発掘例が不足していると指摘された[18]。
- どのような生計を立て生活をしたか。学問をどう修めたか。
- 唐朝に墓誌の「衣冠を襲ひ」は仮定なのか、そのとおり奉職したか。
- あるなら記載される官歴が記されていないのに、死後に尚衣奉御の高い官位を賜っている。尚衣奉御は唐代前半は皇族やその親族功臣近親者に名目的に任用され後期に実務者に移るが、単なる留学生になぜ重要な役職が、遺賜されたのか[19]。
- なぜ葬儀が官給されたのか。唐朝規定で、各国の遣唐使の往路の死去には100貫、その妻と副使の往路での死去には70貫の葬料が支給され墓も公葬されたが、井真成はその職になく滞在中であり全く規定外である[20]。
- 墓誌は貴族やその係累、官職などの重要な人物でないと作成されない。日本は20年に1回の朝貢約定で、実質は平均16年毎1回の遣唐使で長期留学生で記録に残るのは計20人余り。1回2名として漏れを考慮しても30人の留学生だが、新羅は、地続きの事もあり毎年留学し累計216人で[21]、周辺国も留学生は多く、長安で1000名、多いときは数1000名が在住していた。当然死者はあったはずだが、洛陽も含めて留学生の墓誌は他には発見されていない。なぜ井真成のみが、留学生という立場で唐国民でない可能性が大きいのに墓誌が作成されたのか[2]。
- 発見が科学的調査によるものではなく、建設工事現場でショベルカーで地下から掘り出され傷がついた。墓はそのまま破壊され、その後墓誌は、個人の手に渡り、西安の民間の発掘品市場で売り出されたため、いつ、どこで掘り出されたものか不明である[22]。

## 研究概要
遣唐使留学生の年齢は、10代後半から20代半ばまでで、井真成は717年（養老元年）、多治比真人県守を大使とする遣唐使とともに渡唐したとされる。これは、阿倍仲麻呂や吉備真備と同時期の渡唐である。井真成の死去の前年である733年（日本:天平5年、唐:開元21年）には、多治比真人広成を大使とする遣唐使が渡唐し、翌年には留学生吉備真備らを連れて帰朝している。したがって、この遣唐使がまだ唐の長安に到着し邂逅した後、滞在中に病死したものと考えられ、2月7日まで長安に滞在していたことから2月4日の井真成の葬儀には参列したとする。『続日本紀』には井真成と同期なのに、留学生として名を唐国に広げたのは阿倍仲麻呂と吉備真備のみと記され何の記事もなく完全に無名な人物である。また、墓誌に日本という国名があることから、既に日本という国名が公称として広まっていた。2005年（平成17年）12月には、NHKスペシャル『新シルクロード』で、井真成(演:堺雅人)のイメージドラマが放送された。
井の姓は中国風に一字に省略したもので、東野治之は、現・藤井寺市の古代の帰化系氏族で外交で様々な実績がある「葛井（ふじい）氏」だと推定する。ただし葛井氏は、渡航する時は白猪姓であり、その養老元年（717年）の渡唐後に『続日本紀』養老4年（720年）にある日本での賜姓を渡唐後知ったとしても、唐では日本と違い安易な改姓はできないと批判がある。それに対し、賜姓で一気に改姓したのではなく先行して和銅4年（711年）一部が改姓して葛井姓となった後に全体に波及したと、反論している（『経国集』巻20）が、議論がある。鈴木靖民は同地区の帰化系氏族の「井上（いのへ）忌寸氏」出身ではないかと推定する。ただし、外交の実績はない難点がある。井上説には、支氏の東漢氏などには遣唐使・遣新羅使・遣渤海使・これらの事務官への就任者がいると補強意見もある。

### 葬儀官給・尚衣奉御
葬儀の官給や尚衣奉御という高い官職が与えられたことは、氣賀澤保規により朝衡という唐名で唐朝上級官人だった阿倍仲麻呂を中心とした在唐日本人の働きがあったとの説がある。しかし、それならなぜ墓誌が簡素で井真成の情報の記載がほとんど無いのはおかしいとの反論があり、解決されていない。

### 官第
- 留学生の共同宿舎との説（東野治之）[30]、留学生に官が提供する住まいであり国子監学舎との説（王義康・管寧）[31]。
- 鴻臚寺の蕃国の朝賀や宴送迎を司る部署の典客署の配下の非常勤の下級職員となり、その官舎との説（矢野建一）[32]。
- 官吏の区分外の官庁下級従事者の職掌人となり、長安城東北部の礼賓院､または同院が借り受けた賃貸官舎との説（専修大学教授・亀井明徳）[33]。
- 下級官吏となり宮城（興慶宮）附近の唐役所の官舎との説（栄新江）[34]。

### 生活
入唐時日本からの支給手当
留学生や長期の学問僧は、絁（あしぎぬ）40疋、綿100屯、布80端が日本から支給された。かなり莫大なもので副使の布100端以外は同量で3番目の量である。しかし、この始めの支給品だけでは、唐朝の支給金なしだとすると長年月を学びつつ暮らしていくのは困難であり慎ましやかな生活となっただろう。
唐朝規定年限超え支給説
唐朝は学費や生活費を支給したが、新羅・渤海などには在住後9年間で打ち切り帰国費用を出し退去させたり、あるいは新羅人には唐国籍を取得させている。だが、東野治之は、20年に1回の遣使なのでその年限を超えて支給したとする。日本からの送金は民間交易が発達してできるようになったのは9世紀からで、この時代には不可能である。
勤労説
支給金が打ち切られた後、井真成が官第で亡くなったように、最後の7-8年は次回の遣唐使を待って鴻臚寺の斡旋での官吏の下請け仕事で糊口していたとする説。別類型説で、官庁は特定しないが、官吏の区分外の下級従事者の職掌人が開元25年（737年）には35,177人いて、官人定員2620人の13倍でその1人となり、勤務していたとする説。
唐朝奉職説
1300人の定員中、7品の下級貴族300人や、800人が軽易な庶民の身分も入学できる四門学で学び、卒業後に唐朝で科挙に合格し、下級官吏に奉職したとの説。

## 出自に関する諸説
葛井氏説
東野治之（奈良大学教授）・佐伯有清（元北海道大学教授）
古代豪族で帰化人の末裔で外交官などを輩出している葛井氏の一族ではないかと主張。
井上氏説
鈴木靖民（國學院大學教授）
古代豪族で帰化人の末裔である井上氏の一族ではないかと主張し、葛井氏なら一字にする際に中国にも多い「葛」姓にするのではないかと主張。また、葛井氏は720年（養老4年）に下賜された姓（『続日本紀』）であることから、井真成がその3年間に唐に派遣された事実との年代的矛盾が生じること、井上忌寸と葛井連は同じ河内国志紀郡を拠点とする渡来系氏族であることも指摘する。
情真誠説
張雲方（中日関係史学会副会長）
中国の言葉でまじめでまっすぐな人柄を指すときに使う言葉の音に似た姓名を、皇帝より下賜されたのではないかと主張し、日本名に関しては不明と主張。
中国姓説
王維坤（西北大学教授）
「井」姓は唐の時代から長安周辺の、古代の周原地区(現在の陝西省岐山県と扶風県)に集中的に多い姓であり、それを採用したと主張し、日本名に関しては不明とする。
高級官吏説
韓昇（復旦大学教授）は下記のことから「717年の留学生ではなく、733年の遣唐使の随員（高級官吏）だった」と主張している。
- 唐の制度では、官立学校の在学期間は最長9年までであり、「17年間留学した」とは考えがたい。
  - 日本側反論：日本が遣唐使を送ったのは20年に1回程度で、頻繁に遣使した新羅などとは異なり、次の派遣で帰国するまでは残留が認められたはずである[46]。
- 死後追贈された役職「尚衣奉御」は、皇帝の衣服を管理する部門の責任者で従五品上の官であり、単なる留学生に与えられるものではない。新羅の例から元の官位より一階進めて遺贈する。井真成は従六位下と推定し、遣唐使使節の随員の「准判官」となり日本記録には残らず遣使仮増位で従五位下とされ、その死に際し一階上の「尚衣奉御」が遺贈された。
- 井真成の死は皇帝に報告され、葬儀の費用は唐政府が負担したと記されているが、これは三等官以上の外国使節に対する扱いである。
  - 日本側反論：鈴木靖民は、入唐間もない尚衣奉御の遺贈に合った身分ならば日本でも高級官吏のはずで、遣唐使節での死去なら日本側の記録に残らないことはなく、推定として留学生として同行し、阿倍仲麻呂のように唐朝官吏に抜擢されたが、若くして客死して昇任せず唐側の記録には残らなかった、とする[46]。
- 井真成が死んだ場所が、短期滞在外国使節用の宿泊所である官第（かんてい）である。これは、井真成が唐朝にとって客だったことを示している。長安在住の唐代官人は自宅から通勤するのが通例だからである。

## 藤井寺市の動き
葛井氏説を中心に葛井氏ゆかりの葛井寺がある大阪府藤井寺市では、同時期の葛井氏に「○成」という名が多く見られることを論拠として、井真成を「葛井真成」と呼び「せめて『墓誌』の形だけでも里帰りを」と求める運動まで起き、実際に2005年（平成17年）に実現し、アイセルシュラホールで一般公開された。
更に藤井寺市の公式キャラクターとして「まなりくん」というご当地キャラクターが作られている。